# Alonsoa
Alonsoa este un gen de plante din familia  Scrophulariaceae .

## Specii
Cuprinde 13 specii:
- Alonsoa acutifolia Ruiz & Pav.
- Alonsoa albiflora G.Nicholson
- Alonsoa auriculata Diels
- Alonsoa caulialata Ruiz & Pav.
- Alonsoa hirsuta  (Spreng.) Steud.
- Alonsoa honoraria Grau
- Alonsoa linearis (Jacq.) Ruiz & Pav.
- Alonsoa meridionalis (L.f.) Kuntze
- Alonsoa minor Edwin
- Alonsoa pallida Edwin
- Alonsoa peduncularis (Kuntze) Wettst.
- Alonsoa quadrifolia G.Don
- Alonsoa serrata Pennell